# Inmigración croata en Ecuador
La inmigración de croatas en Ecuador se remonta a finales del siglo XIX. En un principio se comenzaron a asentar en la Provincia de Manabí, que se encuentra localizada en la costa del Océano Pacífico, y en las ciudades de Bahía de Caráquez, Manta y Guayaquil, en la provincia de Guayas. Aún viven croatas en estas provincias, pero también en menor grado en la capital del país, Quito.
No se tienen muchos datos sobre la inmigración de croatas al Ecuador. Según estimaciones de la Comisión para la Inmigración, en 1938 vivían alrededor de 100 croatas en el Ecuador. Ese número ha ido aumentado hasta los 4000 integrantes, entre inmigrantes y descendientes, que hay en la actualidad. Una parte importante de los croatas del Ecuador proviene de las islas de la Dalmacia Central, como por ejemplo los Pečarević, Tramontana y Marić de la isla de Vis, los Peribonio de la isla de Hvar o los Kusanović y Radić de la isla de Brač. Otros llegaron de la región de Konavle, en Dubrovnik, como las familias Ćurlica, Kravarović, Knežević, Savinović y Uskoković. Un grupo menor proviene de la Dalmacia septentrional, como es el caso de la familia Buljubašić de Župa (Imotski), o los Barukčić de Bosnia.
En un comienzo los croatas se dedicaron al comercio minorista. A fines del siglo XIX un grupo de inmigrantes croatas fueron atraídos por el marfil que se encontraba en las palmeras (tagua). Entre las dos guerras mundiales la inmigración está relacionada con la venta de plátanos, a la cual se dedicaron la gran mayoría de los inmigrantes de Vis, Hvar y Dubrovnik principalmente. Ecuador se convirtió en el mayor exportador de plátanos del mundo en el año 1956. Hoy en día los plátanos del Ecuador son exportados al puerto de Rijeka, en Croacia. Después de la Segunda Guerra Mundial, Ecuador dejó de ser un polo de inmigración para los croatas.
A partir de 1990 una nueva ola de inmigrantes croatas empezó a llegar al Ecuador, esta vez motivados por la industria pesquera y marisquera. Este grupo de inmigrantes proviene de la costa adriática, particularmente de la ciudad de Split, y se dedican a la industria del atún y de las sardinas.
La mayor concentración de croatas se encuentra en Guayaquil. Allí funciona desde el año 2004 la Asociación de Croatas del Ecuador.

## Historia
Ecuador y Croacia han mantenido una historia de inmigración por muchos años, la cual tal vez se remonta hacia fines del siglo XIX.
La presencia de croatas en Ecuador se puede asemejar a la experimentada en varios países de Sudamérica, aunque en menor número.
A partir de varios libros editados tanto en Sudamérica como en Croacia, se pueden determinar tres etapas de la emigración croata hacia Sudamérica:
El primer grupo humano fueron parte de la migración masiva que se originó en Croacia hacia América entre 1880 y 1918, debido a razones económicas en su mayor parte, mientras que otros fueron parte de la “migración en cadena”, es decir, un ciudadano mandaba a buscar a otro familiar.
Dichos inmigrantes llegaron con la nacionalidad austriaca, ya que en esa época, el actual territorio croata era parte del Imperio Austro-Húngaro. Entre los apellidos croatas de esa etapa se encuentran Čurlica (Ciurliza), Knežević (Knezevich), Uskoković (Uscocovich), quienes se asentaron en varias localidades de la costa ecuatoriana. Dichos ciudadanos eran originarios de Mokosica (Rijeka Dubrovacka), área de Dubrovnik. Dentro de este primer grupo también llega Sthepan Brborić (Brborich) quien se asentó en la costa de Manabí para luego ubicar su residencia en la Capital del Ecuador, sus restos descansan en la Cripta de la Iglesia de San Francisco en Quito.
Un segundo grupo humano llegó después de la Segunda Guerra Mundial. Sudamérica recibió a muchos croatas, en esa época llamados “Yugoslavos”, ya que la actual Croacia pasó a formar parte de la primera Yugoslavia, o también conocida como el Reino de los Serbios, Croatas y Eslovenos, en 1918.
Varios ciudadanos “yugoslavos” llegaron a Ecuador e hicieron sus vidas. Entre los apellidos de esa segunda etapa se citan: Cindrić (Cindrich), Kovačević (Kovacevich), Pandžić (Pandzich).
Una tercera etapa se ha producido en los últimos años, en los cuales han llegado a Ecuador ciudadanos croatas por fines comerciales y negocios. En este grupo se citan apellidos como Čuka, Miletić (Miletich).

## Sus descendientes en la actualidad
Las nuevas generaciones de croato-ecuatorianos (nietos, bisnietos o tataranietos) desconocen esta parte de su vida, tal vez porque Croacia nació como un nuevo estado en enero de 1992, luego de la penosa guerra acontecida en 1991; o quizás por motivos de tiempo histórico los descendientes de los emigrantes de primera generación no tenían idea a qué imperio, reino o estado pertenecían, y no pudieron transmitir sentimientos de admiración y orgullo por su lejana tierra.